# Asilus tasmaniae
Asilus tasmaniae är en tvåvingeart som först beskrevs av Macquart 1838.  Asilus tasmaniae ingår i släktet Asilus och familjen rovflugor. Inga underarter finns listade i Catalogue of Life.